# Regiment der deutschen antifaschistischen Kämpfer
Das Regiment der deutschen antifaschistischen Kämpfer, auch als mittleres 26. polnisches Panzerregiment bekannt, erhielt diesen Ehrennamen 1962 von der Deutschen Demokratischen Republik verliehen.

## Geschichte
Im Juli 1962 bereiste der Armeegeneral und Verteidigungsminister der DDR Heinz Hoffmann als Leiter einer Militärdelegation der Nationalen Volksarmee einige Militärstandorte und Armeeeinheiten im westlichen Polen bei einem „Freundschaftsbesuch“ zur Traditionspflege und zur Festigung der Waffenbrüderschaft zwischen Polen und der DDR. Er wurde auf dieser Reise vom Waffengeneral und Verteidigungsminister von Polen Marian Spychalski begleitet. Auf dieser Reise wurde einem polnischen Militärverband als Freundschaftssymbol eine Thälmann-Büste übergeben und die Einheit mit dem Ehrennamen Regiment der deutschen antifaschistischen Kämpfer ausgezeichnet. Das besagte Regiment ist das 26. mittlere Panzerregiment der Polnischen Streitkräfte. Es wurde im Herbst 1944 aufgestellt und nahm gegen Ende des  Zweiten Weltkrieges an der Befreiung der Tschechoslowakischen Republik, der die Vertreibung der Deutschen aus der Tschechoslowakei folgte, teil.